# Sven Korte
Sven Korte (* 9. Januar 1990 in Ibbenbüren) ist ein deutscher Sportschütze im Wurfscheibenschießen in der Disziplin Skeet.

## Leben und Karriere
Korte nahm erstmals als 16-jähriger 2006 in München an einer Deutschen Meisterschaft teil und wurde in seiner Altersklasse Achter. Im Folgejahr verpasste er als Vierter knapp die Medaillenränge und 2008 wurde er Deutscher Meister. Nach der Aufnahme in der Juniorenkader nahm er bereits 2009 an Welt- und Europameisterschaften teil. Als Junior wurde er jeweils mit der Mannschaft 2010 in Kasan Europameister und bei der Weltmeisterschaft in München Dritter. 
Nach dem Wechsel in den Erwachsenenkader wurde er mit der Mannschaft 2013 in Suhl Vizeeuropameister und 2014 in Sarlóspuszta Dritter. Seine erste Einzelmedaille gewann Korte 2016 bei der EM in Lonato, wo er Vizeeuropameister wurde und mit der Mannschaft Dritter. Bei der EM 2018 in Leobersdorf erhielt er Bronze im Mixed-Teamwettkampf und verpasste knapp die Medaillenränge im Einzel- und Mannschaftswettkampf. Bei Weltcups gewann Korte Bronze 2022 in Nikosia und in Larnaka 2023 Bronze (Einzel) und Gold im Mixed-Teamwettkampf.
Sven Korte war Teilnehmer bei den ersten Europaspiele 2015 in Baku und 2019 in Minsk, wo er Plätze im Mittelfeld belegte. Als Sportsoldat hat er 2015 bei den 49. CISM-Militär-Weltmeisterschaften im Schießen in Mungyeong und 2019 bei den 6. CISM-Militär-Weltspielen in Wuhan teilgenommen.
Korte wurde seit 2006 bei Deutschen Meisterschaften dreizehnmal Deutscher Meister, zweimal Vizemeister und erhielt dreimal Bronze.